# Murphy (Texas)
Murphy es una ciudad ubicada en el condado de Collin en el estado estadounidense de Texas. En el Censo de 2010 tenía una población de 17.708 habitantes y una densidad poblacional de 1.210,11 personas por km².

## Geografía
Murphy se encuentra ubicada en las coordenadas 33°1′0″N 96°36′31″O / 33.01667, -96.60861. Según la Oficina del Censo de los Estados Unidos, Murphy tiene una superficie total de 14.63 km², de la cual 14.62 km² corresponden a tierra firme y (0.07%) 0.01 km² es agua.

## Demografía
Según el censo de 2010, había 17.708 personas residiendo en Murphy. La densidad de población era de 1.210,11 hab./km². De los 17.708 habitantes, Murphy estaba compuesto por el 60.39% blancos, el 10.88% eran afroamericanos, el 0.5% eran amerindios, el 23.41% eran asiáticos, el 0.06% eran isleños del Pacífico, el 1.62% eran de otras razas y el 3.15% pertenecían a dos o más razas. Del total de la población el 7.82% eran hispanos o latinos de cualquier raza.

## Educación
En un área de Murphy, el Distrito Escolar Independiente de Plano gestiona escuelas públicas. En un área de Murphy, el Distrito Escolar Independiente de Wylie gestiona escuelas públicas.